# 주읍 (춘추 전국)
주읍(周邑)은 중국 춘추전국시대 서주의 국왕의 직할영지이자 동주시대에는 봉지없는 작위로 바뀌었다.
주 무왕이 죽고 어린 성왕 송이 즉위하자 왕숙 주공 단이 왕을 보좌하였고, 연나라에 봉해진 소공 석이 봉지를 아들에게 물려주고 호경에 와서 성왕을 보좌하였다 후에 주공 단은 자신에게 봉해진 노나라를 장남에게 넘기고 호경에 체류하였다
호경에 남아있던 주공 단의 차남과 그 후손들에게 주공에 봉하고 작위를 내려주었다 이들은 주나라의 중앙관료로 대대로 봉직하였다.
이후 어느 시점인지 정확하지는 않으나, 주읍에 체류하던 주공 단의 후손들 대신, 주 고왕(周考王)의 동생이자 주 정정왕(周貞定王)의 아들인 서주 환공(西周桓公)의 후손들이 주공직을 계승하였다. 그뒤 서주 위공(西周威公)의 아들이며 서주 혜공(西周惠公)의 동생 또는 서주 위공의 손자인 공자 반(班)이 주공직을 요구, 주읍이 다시 서주국과 동주국으로 분리되면서 공자 반은 동주 혜공(東周惠公)이 되었다.
서주 주공의 자리는 기원전 256년 주나라가 멸망하면서 사라졌지만, 동주의 주공은 그 뒤로도 문소군의 아들인 마지막 동주군이 축출당할 때까지 유지되었다.

## 역대 주공
- 주공 단
- 주평공 군진(周平公 君陳)
- 중간 세대 실전
- 주정공(周定公), 평공의 후손
- 중간 세대 실전
- 주환공 흑편(周桓公 黑肩), 주정공의 후손, ? ~ 기원전 693년
- 주공 재공(宰孔) 또는 재주공(宰周公), 주환공 흑편 장남
- 주공 기보(周公忌父), 주정공의 후손, 일설에는 주환공 흑편의 아들이라는 설도 있음, ? ~ 기원전 635년
- 주공 열(周公閱), 주공 재공(宰孔) 또는 재주공(宰周公)의 아들, 기원전 635년 ~ ?
- 중간 세대 실전
- 주공 초(周公 楚), 주공 열의 후손, ? ~ ?

### 서주공 또는 서주군
- 서주환공 갈(西周桓公 揭), 주 고왕의 동생, 기원전 440년 ~ 기원전 415년
- 서주위공 조(西周威公 竈), 서주환공 갈의 아들, 기원전 414년 ~ 기원전 367년
- 서주혜공 조(西周惠公 朝), 다른 이름은 재(宰), 서주위공의 아들, 기원전 366년 ~ ?
- 중간계대 실전
- 서주무공(西周武公) 휘 실전, 서주혜공의 아들(?), ? ~ ?
- 서주문공 구(西周文公 咎), 서주무공의 아들 또는 후손, ? ~ 기원전 256년, 주나라 멸망

### 동주공 또는 동주군
- 동주혜공 반(東周惠公 班), 한비자에 의하면 이름은 근(根), 기년(紀年)에 의하면 이름은 걸(傑)이라 한다., 서주위공 조의 아들이자 서주 혜공 조의 동생, 다른 설에는 또는 서주 위공 손자, 기원전 367년 ~ 기원전 360년
- 중간계대 실전
- 동주무공(東周武公) 휘 실전, 동주혜공 후손, 기원전 281년 전후
- 동주문소군(東周昭文君) 또는 주문군(周文君), 일설에는 동주 정공(東周靖公). 동주혜공 후손, ? ~ ?
- 동주군(東周君) 휘 실전, 동주무공의 아들, ? ~ 기원전 249년